# Megasoma
Megasoma es un género de escarabajos rinocerontes de la tribu Dynastini.

## Especies
- Megasoma actaeon (Linnaeus, 1758)
- Megasoma anubis (Chevrolat, 1836)
- Megasoma bollei (Dechambre, 2006)
- Megasoma cedrosa Hardy, 1972
- Megasoma elephas (Fabricius, 1775)
- Megasoma gyas (Herbst, 1785)
- Megasoma hermes Prandi, 2016
- Megasoma hyperion Prandi, Grossi & Vaz-de-Mello, 2020
- Megasoma joergenseni Bruch, 1910
- Megasoma joergenseni joergenseni (Bruch, 1910)
- Megasoma joergenseni penyai Nagai, 2003
- Megasoma lecontei Hardy, 1972
- Megasoma mars (Reiche, 1852)
- Megasoma nogueirai Morón, 2005
- Megasoma occidentalis Bolívar, Pieltain, Jiménez-asua & Martínez, 1963
- Megasoma pachecoi Cartwright, 1963
- Megasoma punctulatum Cartwright, 1952
- Megasoma rex Prandi, 2018
- Megasoma sleeperi Hardy, 1972
- Megasoma svobodaorum Krajcik, 2009
- Megasoma thersites LeConte, 1861
- Megasoma typhon (Olivier, 1789)
- Megasoma typhon prandii Milani, 2008
- Megasoma typhon typhon (Olivier, 1789)
- Megasoma vazdemelloi Prandi, 2018
- Megasoma vogti Cartwright, 1963